# Ракетные катера типа «Саар-3»
Саар 3 (ивр. סער 3‎ - «Шторм») — серия ракетных катеров Израильских ВМС.
В качестве основы для проекта использовался немецкий торпедный катер типа «Ягуар». Первоначально строились на верфи Амио в Шербуре, (Франция). Первый катер был спущен на воду 11-го апреля 1967 г. Во избежание политических проблем катера строились без вооружения, которое устанавливалось уже в Израиле. Катер имел длину 45 метров, два радара (поисковый и управления огнём), сонар, четыре дизельных мотора, вооружение включало шесть ракет типа «Gabriel Mk» израильской разработки. Вначале на катера ставили артиллерийскую установку калибром в 40-мм, затем начали ставить 76-мм скорострельные установки с радарным прицелом и заряжанием с нижней палубы. Максимальная скорость 40 узлов.
Тип «Саар-3» (кроме ракет, катера этого типа несли 76мм АУ):
- «Саар» («Шторм»)
- «Суфа» («Буря»)
- «Гааш» («Гейзер»)
- «Херев» («Меч»)
- «Ханит» («Копьё»)
- «Хец» («Стрела»)